# Dithiocarbamate

Groupe fonctionnel dithiocarbamate

Les dithiocarbamates sont une famille de composés organiques  (biocides, toxiques, synthétisés à partir de dérivés de l'acide dithiocarbamique et des thiurames. Ils sont généralement utilisés comme fongicides ou additifs de pesticides, désherbants (diallate, triallate, EPTC) ou insecticides (carbaryle par exemple). Beaucoup de dithiocarbamates peuvent être préparés à partir d'amines et de sulfure de carbone. 

## Chimie
Beaucoup d'amines primaires ou secondaires réagissent avec le sulfure de carbone, CS2 et l'hydroxyde de sodium, NaOH pour former des sels dithiocarbamate de sodium :
R2NH + CS2 + NaOH → R2NCS2−Na+ + H2O
Le sels dithiocarbamates sont généralement des solides peu colorés qui sont solubles dans l'eau et les autres solvants polaires.
L'oxydation des sels dithiocarbamates, par exemple avec le peroxyde d'hydrogène, H2O2, ou leur estérification fournit des isothiocyanates.

## Histoire
Ces produits sont apparus sur le marché dès 1930 pour le zirame, dès 1937 pour le thirame et un peu plus tardivement pour le zinèbe (1943), le manèbe (1950) et le mancozèbe (1961).

## Familles ( source: ACTA 1975[3], et ENGST et al.[4]pour les DL 50.)
Dérivés de l'acide dithiocarbamique :
- di-méthyl-dithiocarbamate de fer (ferbame - DL50 pour le rat : 7 500 mg·kg-1)
- di-méthyl-dithiocarbamate de zinc (zirame - DL50 pour le rat : 500 mg·kg-1)
- di-méthyl-dithiocarbamate de mercure (composés mercuriels inorganiques (POP) très toxiques[5])
- éthylène-bis-dithiocarbamate de sodium (nabame -  DL50 pour le rat : 395 mg·kg-1)
- éthylène-bis-dithiocarbamate de zinc (zinèbe - DL50 pour le rat : 5 200 mg·kg-1)
- éthylène-bis-dithiocarbamate de manganèse et de zinc (manèbe - DL50 pour le rat : 5000 à 7 500 mg·kg-1 selon les produits testés)
- éthylène-bis-dithiocarbamate de manganèse et de zinc (mancopper)
- éthylène-bis-dithiocarbamate de zinc (mancozèbe - DL50 pour le rat : 8 000 mg·kg-1)
- propylène-bis-dithiocarbamate de zinc (propinèbe - DL50 pour le rat : 14 000 mg·kg-1)
- méthyl-dithiocarbamate de sodium (métam-sodium)
- bis-chlorure di-méthyl-dithiocarbamate tri cuivreux (cuprobame)

Dérivé de thiurames :
- disulfure de bis diméthyl-thiolcarbamyle (thirame)
- disulfure de tétraméthyl (thirame)

## Usages
Ces produits sont utilisés (soumis à réglementation) :
- comme chélateur (par exemple pour capter le cadmium en cas d'intoxication aiguë par du cadmium) mais avec l'inconvénient de transporter ce métal toxique vers le cerveau)[6]
- comme pesticide  ; fongicides, notamment pour les cultures maraîchères, céréales, arbres fruitiers, vignes, etc. y compris en zones humides, par exemple pour les cressicultures non-bio...)
- comme molécule de base pour la synthèse organique d'herbicides
- comme agent de vulcanisation.

Ils se décomposent lentement lorsqu'exposés à la chaleur et à la lumière, mais en produisant éventuellement des métabolites toxiques.

(À des taux élevés, le sulfure de carbone peut être mortel via son action sur le système nerveux)

## Législation
Les dithiocarbamates, en raison de leur toxicité pourraient être retirés du marché européen (mancozèbe, manèbe, metirame..). 
La teneur maximale autorisée en résidus de dithiocarbamate, exprimés en CS2, dans les céréales est de 2 mg·kg-1 pour l'orge et l'avoine, 1 mg·kg-1 pour le blé. Ils sont interdits pour les autres céréales.

## Toxicologie
La toxicité de cette famille de produits varie selon le composé (plus son poids moléculaire est élevé et plus il contient de noyaux benzéniques, plus il est toxique)et d'éventuelles synergies avec par exemple des métaux lourds. Elle est connue depuis les années 1960 au moins et on savait également doser ces molécules assez précisément à cette époque
Ce sont des produits  dont la solubilité dans l'eau varie ; Le mancozèbe et le manèbe le sont très peu, le zinèbe et le thirame le sont plus (10 mg·l-1 à une température de 20 °C et plus au-delà) (Martin Hubert, 1971.), Ils s'adsorbent facilement sur la matière organique et peuvent persister plusieurs semaines ainsi.
Produits de dégradation (toxiques et apparaissant plus vite quand la température et l'humidité augmentent selon ENGST et SCHNAAK (1974) :
- EBIS (Éthylène—Bs—IsothiocyanateSulfide)
- ETU (Éthylène—Thio—Urea)

Ces produits peuvent apparaitre dans le bidon avant utilisation (jusqu'à 14 % d'ETU trouvé par  BONTOYAN W.R. et LOOKER J.B. (1973) dans des formules commercialisées.

## Écotoxicologie
Cette famille de produit est toxique pour de nombreux animaux, dont les invertébrés aquatiques, de même que ses métabolites (selon des tests fait par exemple sur le Cilié Tetrahymena pyriformis. Ces ciliés transforment le produit (bioconversion) en métabolites autant ou plus toxiques que la molécule mère (Fongicide Thirame en l'occurrence).
Le produit utilisé sur le cresson a des effets toxiques sur les poissons qui les concentrent au moins dans le foie et les reins (engourdissements puis mortalités importantes dans des piscicultures situées en aval de cressicultures). 
Selon BARBIER B. et CHAMP P.(1975), d'après des tests de court terme sur le vairon (Phoxinus phoxinus L.) exposé à du THIRAME, ZINEBE, MANEBE, MANCOZEBE., ces 4 produits se sont avérés très toxiques ; surtout le THIRAME avec une CL50 96 h de 0,0159.
Le dithiocarbamate peut agir en synergie toxique avec d'autres polluants, dont le plomb par exemple chez le fœtus, en passant la barrière placentaire

## Reprotoxicité
Un effet perturbateur endocrinien semble possible : des cailles intoxiquées par du thirame (elles y sont exposées via le traitement de semences) ont présenté des troubles de la reproduction (avec atteinte testiculaire chez le mâle et un inhibition de la ponte chez la femelle. Ces troubles étaient réversibles.